# Somebody Put Something in My Drink
"Somebody Put Something in My Drink" (en español: Alguien ha puesto algo en mi bebida) es una canción de la banda estadounidense de punk rock Ramones. La canción fue escrita por el baterista Richie Ramone, quien se unió a la banda en 1983, y se basa en un supuesto incidente en el cual le dieron una bebida con LSD.
Esta canción ha sido versionada por Children of Bodom, The Meteors, Plan 4, Nosferatu, Mortifer, Farben Lehre, Psychopunch y Acid Drinkers. Además, la banda griega de punk rock Panx Romana contó con la música, pero cambio el título a "Καταστολή στο περιθώριο" (en español: "Represión en el marco") y cantó acerca de la supresión de la libertad de expresión. La banda sevillana Reincidentes versionó esta canción pero con el título "Tú" y trata el tema de la inmigración ilegal.
Un video musical para esta canción fue filmado, pero por razones económicas, nunca fue terminado y puesto en libertad. Sin embargo, la canción se puede encontrar en Ramones: It's Alive! 1974-1996. Esta versión se realizó sin Richie Ramone.
La canción apareció en la película de 1987 Like Father, Like Son con Dudley Moore, Kirk Cameron y Sean Astin.